# 아서 데이비슨
아서 데이비슨 (Arthur Davidson Sr, 1881년 2월 11일 출생, 1950년 12월 30일 사망)은 미국의 기업인이었다. 그는 모터사이클 전문 제조 기업인 할리데이비슨의 창립자 중 한 명이었다.

## 생애
데이비슨은 위스콘신 밀워키에서 아버지 윌리엄 C 데이비슨 (1846–1923)의 자녀로 태어났다. 그의 아버지는 스코틀랜드 앵거스(Angus, Scotland)에서 태어나고 자랐으며, 스코틀랜드의 작은 정착지인 위스콘신주 캠브리지(Cambridge, Wisconsin)에서 스코틀랜드 혈통의 마가렛 애덤스 맥팔레인 (Margaret Adams McFarlane, 1843–1933)과 다섯 명의 자녀 자넷 메이 (Janet May), 윌리엄 A. 월터 (William A., Walter), 아서 (Arthur) 그리고 엘리자베스(Elizabeth)였다.
아서 데이비슨의 할아버지 알렉산더 샌디 데이비슨 (Alexander "Sandy" Davidson, 스코틀랜드 애벌렘노주 출신)과 마가렛트 스콧은 (Margaret Scott) 1858년에 아서의 아버지 윌리엄을 포함한 6명의 아이들과 함께 스코틀랜드에서 미국으로 이민을 갔다.

## 경력
결국 그들은 위스콘신에 정착해 1903년, 아서는 할리와 사업을 시작해 그의 가족 창고에서 오토바이를 만들었다.
데이비드슨이 가장 좋아하는 취미 중 하나는 위스콘신의 황야에서 낚시를 하는 것이었는데, 이것은 그가 "자전거 페달을 밟는 것에서 힘든 일을 덜어내는" 오토바이를 만드는 데 영감을 주었다. 그는 이야기꾼, 판매원, 그리고 미국의 애국자였다. 제1,2차 세계 대전 동안 아서와 회사는 미군을 지원하기 위해 오토바이 생산을 전환했다.
양봉 삼촌 (Honey Uncle) 이야기는 데이비슨에 대해 들려주는 가족 이야기 중 하나였으며, 할리데이비슨 회사의 운명에 중추적인 역할을 했다. 어느 날 데이비슨의 청소부가 방문한 직후, 그는 할리데이비슨을 창업하기 위해 매트리스 사이에 숨겨둔 종잣돈이 없어진 것을 발견했다. 망연자실할 줄만 알았던 데이비슨은 위스콘신주 매디슨에 양봉장을 소유하고 있던 삼촌으로부터 할리 데이비슨에 필요한 170달러의 벤처 자금을 빌릴 수 있었다. 그때부터, 삼촌은 사업이 순조롭게 시작될 수 있도록 도와주는 것으로 "꿀 아저씨"로 알려졌다. 멘도타 호수의 양봉장은 나중에 위스콘신 대학교 매디슨에 팔렸다. 그리고 지금은 레이크쇼어 자연보호구역 (Lakeshore Nature Preserve)의 소풍 장소로 알려져 있다.
데이비드슨은 1950년 12월 30일 위스콘신주 워케샤 근처 위스콘신 고속도로 59번 도로에서 낙농업인 데이비드슨의 집 남쪽에서 발생한 2중 교통사고로 69세의 나이로 사망했다. 이 사고로 데이비슨의 아내 클라라와 도로시, 도널드 제프리도 사망했다.

## 노동 명예의 전당
할리데이비슨의 네 명의 창업자인 아서 데이비슨 (Arthur Davidson), 윌리엄 A. 데이비슨 (William A. Davidson), 왈터 데이비슨 (Walter Davidson Sr.), 그리고 윌리엄 S. 할리 (William S. Harley)가 "품질 좋은 오토바이를 생산하기 위해 자사의 제품을 사용하고 믿고 직원들의 헌신에 의존했기 때문에" 노동 명예의 전당에 헌액되었다.